# Барбитураты

Структура барбитуратов (с нумерацией заместителей)

Барбитураты (лат. barbiturate) — группа лекарственных средств, производных барбитуровой кислоты, оказывающих угнетающее влияние на центральную нервную систему. Являются депрессантами и используются как успокоительные, снотворные и противосудорожные средства. При длительном их использовании может развиваться толерантность к препарату, а передозировка или резкая отмена приёма опасны для жизни.
Ранее барбитураты широко назначались врачами в качестве успокоительных и снотворных средств. В настоящее время сфера их применения существенно ограничена по двум причинам:
- Малая терапевтическая широта, которая может привести к передозировке и возникновению токсических эффектов.
- При длительном приёме барбитуратов возможно развитие привыкания и лекарственной зависимости.

## История
Многие успокоительные препараты, включая хлороформ, хлоралгидрат и паральдегид, были введены в медицину в XX веке. Барбитуровая кислота, производными которой являются барбитураты, была открыта немецким химиком Адольфом фон Байером в Мюнхене 4 декабря 1864 года, в праздник святой Варвары (отсюда, как предполагается, происходит название этих препаратов: ураты Барбары — барбитураты). Другие источники гласят, что Байер был увлечен молодой девушкой по имени Барбара и новое соединение назвал в её честь.
Барбитураты впервые были введены в медицинскую практику в 1903 году, когда барбитал получил рыночное название «веронал». Вскоре препарат стал часто использоваться в качестве успокоительного и в качестве первого снотворного средства. Использование барбитуратов в медицине активно происходило до 1960-х годов, но заметно снизилось в последующие годы. Взлёт и падение использования барбитуратов имело несколько причин. Среди множества недугов, познанных человечеством в двадцатом веке, бессонница и тревожное состояние были наиболее частыми. Таким образом, любое лекарство против тревожного состояния или обещающее сон страдающему бессонницей имело огромную популярность и коммерческий успех. Барбитураты имели способность вызывать сон и бороться с тревожным состоянием — это объясняло их преобладание на рынке. Однако при длительном применении они вызывали привыкание и лекарственную зависимость, что привело к постепенному отказу от их назначения в пользу более безопасных бензодиазепинов.
Длительное время проблема зависимости от барбитуратов не признавалась, а утверждения врачей, заявлявших о ней, игнорировались. Так, в 1930-е годы, когда открыто признавалась проблема хронической интоксикации бромидами — препаратами, как и барбитураты, очень широко использовавшимися для достижения седативного эффекта, — зависимость от барбитуратов замалчивалась. Лишь впоследствии было признано, что люди, долгое время принимающие барбитураты, не могут отказаться от них не потому, что психически больны, а потому, что не могут без страданий прекратить приём.

## Номенклатура и синтез

Барбитураты

Тиобарбитураты

Всего было синтезировано более 2500 барбитуратов. Около 50 препаратов имелось в коммерческой продаже. В настоящее время в продаже остались около десяти.
В соответствии с рекомендациями ВОЗ по выбору международных непатентованных названий фармпрепаратов, при именовании барбитуратов снотворного действия используется основа -барб-, при этом часто используется суффикс -ал.
| Название             | R1          | R2                       | 2 |
| -------------------- | ----------- | ------------------------ | - |
| Барбитуровая кислота | -H          | -H                       | O |
| Аллобарбитал         | -CH2-CH=CH2 | -CH2-CH=CH2              | O |
| Амобарбитал          | -C2H5       | -(CH2)2-CH(CH3)2         | O |
| Барбитал             | -C2H5       | -C2H5                    | O |
| Бутабарбитал         | -C2H5       | -CH(CH3)-C2H5            | O |
| Буталбитал           | -CH2-CH=CH2 | -CH2-CH(CH3)2            | O |
| Циклобарбитал        | -C2H5       | -C6H9 (Циклогексенил-1)  | O |
| Гептабарбитал        | -C2H5       | -C7H11 (Циклогептенил-1) | O |
| Пентобарбитал        | -C2H5       | -CH(CH3)-C3H7            | O |
| Фенобарбитал         | -C2H5       | -C6H5 (Phenyl)           | O |
| Секобарбитал         | -CH2-CH=CH2 | -CH(CH3)-C3H7            | O |
| Тиалбарбитал         | -CH2-CH=CH2 | -C6H9 (Циклогексенил-1)  | S |
| Тиобарбитал          | -C2H5       | -C2H5                    | S |
| Тиопентал            | -C2H5       | -CH(CH3)-C3H7            | S |
| Винилбитал           | -CH=CH2     | -CH(CH3)-C3H7            | O |

Стандартный метод синтеза барбитуратов — реакция конденсации мочевины с эфирами диалкилмалоновых кислот, которая проводится при кипячении с обратным холодильником смеси реагентов в абсолютированном этаноле в присутствии этилата натрия. Выходы при этом достигают 85—90 %:
Аналогично протекает реакция эфиров диалкилмалоновых кислот и с тиомочевиной, при этом образуются тиобарбитураты. Исходные диалкилмалоновые эфиры синтезируются последовательным алкилированием диэтилмалонового эфира.
Барбитураты также могут быть синтезированы конденсацией диалкилциануксусных эфиров с дициандиамидом (N-циангуанидином), при этом образуются 3-циано-5,5-диалкил-2,4-дииминобарбитураты, которые затем нагревают с водным раствором серной кислоты, в результате чего иминогруппы и нитрильная группа гидролизуются и образовавшийся 3-карбокси-5,5-диалкил-2,4-барбитурат декарбоксилируется с образованием соответствующего барбитурата. Эта конденсация идёт в мягких условиях (~10 °C) в метаноле, в котором растворимость дициандиамида выше, чем в этаноле.

## Физиологические эффекты барбитуратов
Эффекты от применения различных барбитуратов, в общем, совпадают, но они всё же различаются по величине и продолжительности действия. Барбитураты классифицируются на следующие виды: ультракороткого и непродолжительного действия, средней продолжительности и длительного действия. Например, пентобарбитал и секобарбитал являются сильными, быстродействующими препаратами (продолжительностью от двух до четырёх часов), амобарбитал — препарат средней продолжительности действия (от шести до восьми часов), и фенобарбитал — длительного действия (восемь — десять часов).
Барбитураты оказывают дозозависимое угнетающее влияние на центральную нервную систему: от состояния лёгкой седации до комы. В настоящее время их применение ограничено: назначаются в качестве противосудорожных средств и средств для вводного наркоза. Ветеринарные врачи используют пентобарбитал как обезболивающее средство и средство для эвтаназии.
В умеренных дозах барбитураты вызывают состояние эйфории, близкое к состоянию опьянения. По аналогии с алкоголем, барбитураты могут вызывать потерю координации, нетвердую походку и невнятную речь. Нарушение координации движений и атаксия связаны с угнетением спинальных полисинаптических рефлексов и супраспинальной регуляции. Потеря контроля над эмоциями и неконтролируемое поведение также являются типичными последствиями применения барбитуратов и обусловлены их влиянием на лимбическую систему. Противотревожный эффект и сон вызываются высокими дозами, ещё более высокие дозы вызывают хирургический наркоз.
Барбитураты нарушают концентрацию внимания, память и способность к обучению:123. Могут вызывать фиксационную амнезию. Сильное негативное влияние барбитуратов на когнитивные функции (в особенности у детей) и другие негативные эффекты ограничивают их применение и в психиатрии, и в эпилептологии. К особенно тяжёлым нарушениям когнитивных функций может приводить комбинированная терапия, включающая в себя вальпроаты и барбитураты:120.
К побочным действиям барбитуратов относятся дискинезия, дизартрия, нистагм, седативный эффект, агрессия, аутоагрессия, депрессия, СДВГ (у 20—40 % детей), раздражительность, лабильность настроения, нарушение сна, оппозиционное поведение, снижение либидо, импотенция, отказ от врачебных назначений:123, психозы. Поведенческие нарушения при приёме барбитуратов встречаются в 20—40 % случаев, а у детей с задержкой развития — до 60 %. Барбитураты относятся к препаратам с высоким риском развития депрессии (>10 % случаев), они повышают риск суицида у пациентов с эпилепсией. Эти препараты могут вызывать тяжёлую депрессию, в частности у детей (до 40 % случаев).
Вегетотропные эффекты включают в себя повышение тонуса блуждающего нерва, приводящего к бронхоспазму, являющемуся причиной большинства смертельных исходов, связанных с употреблением барбитуратов. Нередко это возникает при внутривенном введении тиопентала натрия, использующегося для вводного наркоза. Для профилактики бронхоспазма в качестве премедикации в этом случае применяют М-холиноблокаторы. В больших дозах барбитураты, также благодаря повышению тонуса блуждающего нерва, оказывают кардиодепрессивный эффект: замедляют частоту сердечных сокращений и атриовентрикулярную проводимость, понижают артериальное давление и нарушают деятельность желудочно-кишечного тракта.
Барбитураты, подобно бензодиазепинам, взаимодействуют с барбитурат-бензодиазепиновым рецептором, нековалентно связанным с ГАМК-рецептором. В результате повышается его сродство к ГАМК, что приводит к открытию калиевых и хлорных каналов и снижению возбудимости нервной системы. Передача нервных импульсов в ЦНС замедляется, что клинически выражается следующими эффектами:
- Седативным
- Снотворным
- Наркотическим
- Противосудорожным
- Анксиолитическим
- Мышечно-расслабляющим
- Амнестическим

К реакциям идиосинкразии, возникающим при приёме барбитуратов, относятся аллергодерматит, синдром Стивенса — Джонсона, сывороточная болезнь, поражение печени, агранулоцитоз, апластическая анемия, обострение порфирии.
Барбитураты являются индукторами микросомальных ферментов и благодаря этому влияют на метаболизм витамина D, приводя к возникновению остеопороза, в особенности у детей и у обездвиженных пациентов. Также барбитураты нарушают абсорбцию витамина К и ускоряют его метаболизм, поэтому новорождённым от матерей, принимающих барбитураты, следует вводить витамин К для предупреждения геморрагической болезни новорождённых. Беременным, принимающим барбитураты, нужно получать витамин К в течение последнего месяца беременности, в начале процесса родов, а ребёнку нужно вводить витамин К сразу после родов.
При длительном применении барбитуратов могут развиваться изменения соединительной ткани с огрублением черт лица, возникновением контрактуры Дюпюитрена, плантарного фиброматоза и тугоподвижности плечевого сустава.
При длительном применении барбитураты могут вызывать такие хронические побочные эффекты, как депрессия, мегалобластическая анемия, гипонатриемия:13.
Барбитураты крайне нежелательно назначать в качестве монотерапии детям с предшествующим интеллектуальным дефицитом, нарушениями поведения:59.
При прекращении приёма барбитуратов возможен синдром отмены, включающий в себя раздражительность, нарушение сна, повышение частоты приступов вплоть до развития эпилептического статуса, поведенческие нарушения:55.
При длительном приёме барбитуратов риск развития тяжёлого синдрома отмены повышается, также он повышен при приёме высоких их доз и при быстрой отмене препарата. Поэтому отмена барбитуратов должна осуществляться медленно, в течение нескольких месяцев, но даже в таких случаях существует риск синдрома отмены:55.
При отравлении барбитуратами, рекомендуется использовать методы ускоренной детоксикации: форсированный диурез (медикаментозное усиление мочеотделения), очищение ЖКТ (промывание желудка, введение слабительных средств, энтеросорбентов, кишечный лаваж), экстракорпоральные методы внепочечного очищения организма (гемодиализ и его модификации, гемосробция, перитонеальный диализ, плазмаферез и т.д.).

### Барбитураты ультракороткого действия
Барбитураты ультракороткого действия вызывают медикаментозный сон спустя одну минуту после внутривенного введения и используются для вводного наркоза.
- метогекситал (бриетал),
- тиамилал (суритал)
- тиопентал (пентотал).

### Барбитураты короткой и средней продолжительности действия
К барбитуратам короткой и средней продолжительности воздействия относятся:
- пентобарбитал (нембутал),
- секобарбитал (амитал),
- буталбитал (фиоринал, фиорицет),
- бутабарбитал (бутизол),
- тальбутал (лотузат)
- апробарбитал (алюрат).

После применения препарата внутрь действия начинается спустя 15-40 минут, а эффекты продолжаются до 6 часов.

### Барбитураты длительного действия
Барбитураты с замедленным воздействием и длительным периодом действия в основном используются для лечения эпилепсии (например, фенобарбитал).

## Барбитуромания
Существует определённое количество проблем, связанных с применением барбитуратов: прежде всего это возникновение наркотической зависимости. Наркоманы, употребляющие барбитурат, предпочитают наркотик непродолжительного или же среднего воздействия.